# Teknolust
Teknolust ist ein US-amerikanisch-britisch-deutsches Science-Fiction-Filmdrama aus dem Jahr 2002. Regie führte Lynn Hershman-Leeson, die auch das Drehbuch schrieb und den Film mitproduzierte.

## Handlung
Die Wissenschaftlerin Rosetta Stone arbeitet an der künstlichen Herstellung der Körperorgane und experimentiert mit ihrer eigenen DNS. Sie erzeugt durch Klonen drei Kopien ihrer selbst: Ruby, Olive und Marinne. Diese leben in einem Cyber-Space. Marinne und Olive führen eine sehr liebevolle Beziehung und suchen den Körperkontakt zueinander. Ruby erscheint selbstständiger. Jeder Klon trägt ausschließlich eine Farbe: Ruby rot, Olive grün und Marinne blau.
Rosetta bezeichnet die drei Klone als „ihre Familie“. Im Laufe des Films erfährt man, dass ihre eigentliche Familie auf mysteriöse Weise an einem Virus verstarb, nur sie überlebte. Es stellt sich heraus, dass die Klone die ständige Zufuhr des Chromosoms Y benötigen. Eine der Frauen, Ruby, besorgt genetisches Material für die anderen. Dieses genetische Material ist Sperma. Ruby hat eine eigene Homepage, von der aus sie die Männer anlockt. Ruby geht nachts aus, um mit Männern zu schlafen. Sie besteht dabei auf Safer Sex, weil sie das Ejakulat in Wasser kocht und mit ihren „Schwestern“ trinkt und pur in den Handrücken spritzt. So können die Klone überleben. Bevor Ruby losziehen kann, muss sie ein Movieupdate machen. Dabei schläft sie und „lernt“ aus Liebesfilm-Klassikern, wie Männer und Frauen „funktionieren“. Da die Männer aufgrund des Geschlechtsverkehrs mit der Unbekannten impotent werden und in einer vermuteten allergischen Reaktion auf der Stirn einen Strichcode bekommen, wird bald das FBI aufmerksam. Der FBI-Agent Edward Hopper ermittelt fortan. Phantombilder werden von den unter Quarantäne stehenden Männern gemacht, eindeutig ist Ruby zu erkennen. Bei den Ermittlungen erfährt Hopper, dass sie alle Sex mit ein und derselben Frau hatten und dass tags darauf ihr PC abgestürzt sei. Theorien von Viren, die zwischen Mensch und Computer umgehen, kommen auf.
Der wunderliche Nachbarsjunge Sandy ist unzufrieden mit seinem Job als Kopierer. Er hat keine Freundin, lebt bei seiner Mutter und verbringt die Zeit auf der Arbeit lieber damit, Dirigent vor diversen Maschinen zu spielen. Die Situation spitzt sich zu, unter dem Druck der Ermittlungen verrät sich Rosetta zunehmend, denn sie will verhindern, dass ihr illegales Klonen herauskommt. Sie vernachlässigt dabei auch ihre Klone, von denen besonders Marinne gereizt und unzufrieden reagiert. Sie fühlt sich isoliert und verlangt nach Freiheit und Selbstbestimmung. Um das zu kompensieren, kauft sie im Internet ein, um sich mehr an die anderen „draußen“ anzupassen. Rosetta verbietet Ruby, sich aus dem Cyber-Space zu bewegen. Es sei nun zu gefährlich. Sie verabreicht ihnen synthetisches Sperma, um sie am Leben zu erhalten. Marinne verweigert die Aufnahme, da es eklig schmecke. Dies führt zu einer Mangelerscheinung und sie erleidet einen Schock. Aufgrund der akuten Situation entschließt sich Ruby trotz des Verbotes hinauszugehen.
Überall in der Stadt hängen die Phantombilder, deren Kopien Sandy gemacht und sich dabei in die unbekannte Schönheit verliebt hat. Rosetta bemerkt am Tag darauf Rubys Ungehorsam und ist verärgert. Sie vertraut sich in ihrer Verzweiflung Dirty Dick an, einer undurchsichtigen Person. Hopper und Dirty Dick hatten in der Vergangenheit eine Affäre. Auf deren Frage hin, warum sie überhaupt Klone hergestellt habe, erklärt sie, dass sie nicht geahnt hätte, dass es so schwierig werden würde, sie zu kontrollieren. Sie wollte sie trainieren, für niedere Arbeiten und einfach als Gesellschaft haben. Das hören Marinne und Olive, die sich unbefugt aus dem Cyber-Space entfernt haben. Hopper zeigt Rosetta das Phantombild der Verdächtigen, sie behauptet, sie sei es selbst. Ein Fetisch, sie verkleide sich gerne so, um in eine andere Rolle zu schlüpfen. Schweren Herzens verhaftet er sie.
Marinne und Olive gehen nach dem belauschten Gespräch von Rosetta und Dirty Dick aus, zuerst zum Friseur, danach in eine Bar. Weil das Immunsystem der beiden der Außenwelt nicht gewachsen ist, werden beide krank. Ihr System führt nach ihrem Heimkommen einen Virusscan durch und entdeckt einen Virus. Nachdem der Scan erfolgreich beendet wurde, sind die Klone, aber auch die zuvor infizierten Männer wieder „clean“. Am selben Abend will Ruby „saftiges Protein“ kaufen, denn sie hat gesehen, was Rosetta isst. Sie geht in einen Doughnut-Laden und bestellt einen ruby (roten), olive (grünen) und marinne (blauen) Doughnut. Als sie mit Kondomen statt Geld bezahlen will, verweigert dies die verwunderte Verkäuferin. Da tritt Sandy hinzu, bezahlt die Doughnuts und setzt sich mit ihr an einen Tisch. Er bietet ihr einen Doughnut an, den sie freudig zu essen beginnt. Es schmeckt scheußlich, nach dem ersten Bissen schiebt sie den Teller zurück. Doch aus Freundlichkeit isst sie ihn weiter, als Sandy ihn ihr nochmal anbietet. Beide verbringen den Abend ohne Sex miteinander. Sie verlieben sich.
Dirty Dick verrät Hopper, dass Rosetta es nicht gewesen sein kann, denn sie sei noch Jungfrau. Hopper ist erleichtert, denn er hat sich im Laufe der Ermittlungen in die unscheinbare Wissenschaftlerin verliebt. Er bringt sie nach Hause, dort schlafen sie miteinander. Während der Abwesenheit Rosettas hat Marinne den Code geknackt, der das System schützt. Sie fertigt selbst neue Klone an, die ihren Cyber-Space bevölkern sollen. Im Abspann ist zu sehen, dass Ruby von Sandy schwanger ist.

## Kritiken
David Rooney vermutete in der Zeitschrift Variety vom 17. März 2002, der Film sei als eine Parodie konzipiert – sein Humor komme jedoch nicht durch. Tilda Swinton habe ihren „Schauspielerei-Modus“ abgeschaltet. Der Film wirke wie futuristische Visionen von Gestern.
Das Lexikon des internationalen Films schrieb, der Film sei eine „erotisch aufgeladene weibliche Cyber-Fantasie, die einen spielerischen Beitrag zur Klondebatte liefern möchte, deren Geschichte jedoch nur wenig pointiert entwickelt“ sei. Die Hauptdarstellerin könne „den Untiefen des Buchs nicht entkommen“.

## Auszeichnungen
Lynn Hershman-Leeson gewann im Jahr 2002 einen Preis des Hamptons International Film Festivals und wurde 2004 für den International Fantasy Film Award des portugiesischen Festival Internacional de Cinema do Porto nominiert.

## Hintergründe
Der Film wurde in San Francisco gedreht. Die Weltpremiere fand im Januar 2002 auf dem Sundance Film Festival statt. Am 12. September 2002 folgte eine Vorführung auf dem Toronto International Film Festival, der eine weitere am 15. Mai 2003 auf den Internationalen Filmfestspielen von Cannes sowie weitere Festivalteilnahmen folgten. Der Film wurde im Jahr 2003 in einzelnen Kinos der USA gezeigt, in denen er ca. 29 Tsd. US-Dollar einspielte. In Deutschland wurde der Film erstmals am 21. Februar 2004 im Fernsehen gezeigt.